# Dim Days of Dolor
«Dim Days of Dolor» — восьмий студійний альбом норвезького готик-метал-гурту Sirenia. Реліз відбувся 11 листопада 2016 року. Перший альбом за участю співачки Еммануель Зольден в ролі провідного жіночого вокалу.

## Список композицій
Автор музики і слів Мортен Веланд. 
| #     | Назва                 | Тривалість |
| ----- | --------------------- | ---------- |
| 1.    | «Goddess of the Sea»  | 4:41       |
| 2.    | «Dim Days of Dolor»   | 4:40       |
| 3.    | «The 12th Hour»       | 6:37       |
| 4.    | «Treasure n' Treason» | 4:54       |
| 5.    | «Cloud Nine»          | 5:14       |
| 6.    | «Veil of Winter»      | 5:29       |
| 7.    | «Ashes to Ashes»      | 4:36       |
| 8.    | «Elusive Sun»         | 5:22       |
| 9.    | «Playing with Fire»   | 5:05       |
| 10.   | «Fifth Column»        | 6:02       |
| 11.   | «Aeon's Embrace»      | 3:55       |
| 56:35 |                       |            |

| Бонусний трек | Бонусний трек                        | Бонусний трек     | Бонусний трек |
| #             | Назва                                | Автор слів        | Тривалість    |
| ------------- | ------------------------------------ | ----------------- | ------------- |
| 12.           | «Aeon's Embrace» (Французька версія) | Еммануель Зольден | 3:55          |

## Учасники запису
- Еммануель Зольден — жіночий вокал
- Мортен Веланд — гітари, ґроулінг (в треках #3, #9, #10), бас-гітара, клавіші, мандолін, ударні, програмування
- Йоакім Неас — чистий чоловічий вокал в треках «Dim Days of Dolor» та «Veil of Winter»
- Деміан Шуріен, Матью Ландрі, Емілі Берну — хор

## Чарти
| Чарт (2016)                     | Місце |
| ------------------------------- | ----- |
| Belgian Albums Chart (Валлонія) | 150   |
| Swiss Albums Chart              | 89    |
| UK Rock Chart                   | 34    |